# اثر کوپرتینو
اثر کوپرتینویی زمانی رخ می‌دهد که یک غلط‌یاب املایی به اشتباه کلماتی را که املای صحیحی دارند ولی در واژه‌نامه‌ی آن باشنده نیستند را جایگزین می‌کند .

## مبدا
این اصطلاح به واژه‌ی انگلیسی بدون خط تیره‌ی "cooperation" اشاره دارد که اغلب توسط غلط‌یاب‌های املایی قدیمی به "Cupertino" تغییر داده می‌شود و واژه‌نامه‌های فقط نوع خط تیره‌دار آن، یعنی "co-operation" را دارند.  کوپرتینو شهری در کالیفرنیا است و نام آن اغلب به عنوان کنایه‌ای برای شرکت اپل استفاده می‌شود، زیرا دفتر مرکزی این شرکت در این شهر جای گرفته است.
واژه «Cupertino» کمینه از سال ۱۹۸۹ در واژه‌نامه‌های کاربری‌شده بدست مایکروسافت ورد وجود داشته است.  عدم دقت در ویرایش پس از بررسی املا می‌تواند منجر به این شود که حتی اسناد رسمی حاوی عباراتی مانند «انجمن آسیای جنوبی برای کوپرتینوی منطقه‌ای» و «ارائه‌ای در مورد کوپرتینوی آفریقایی-آلمانی» باشند. 

## نمونه‌های دیگر
بنجامین زیمر در دانشگاه پنسیلوانیا نمونه‌های زیادی از خطاهای مشابه را گرد‌آوری کرد، از جمله جایگزینی رایج «definately» (غلط املایی «قطعاً») با «به‌طور قطعی»، « دِمِکو رایانز» با «دِمِرول» (در نیویورک تایمز)، «ولدمورت» با «ولت‌متر» (دنور پست) و جایگزینی «جنبش متحده قومی» با «جنبش بلدرچین سر گوسفندی» (رویترز). 
کاربر همیشه نیازی به انتخاب یک واژه نادرست برای نمایش آن در سند ندارد. در WordPerfect 9 با تنظیمات پیش‌فرض کارخانه، هر کلمه ناشناخته‌ای که به اندازه کافی به دقیقاً یک کلمه شناخته شده نزدیک بود، به طور خودکار با آن کلمه جایگزین می‌شد. نسخه‌های فعلی مایکروسافت ورد طوری پیکربندی شده‌اند که کلمات دارای غلط املایی را هنگام تایپ کاربر، بی‌صدا "تصحیح خودکار" کنند. تلفن‌های هوشمند با صفحه کلیدهای مجازی پشتیبانی شده از فرهنگ لغت، به طور خودکار اشتباهات احتمالی را با کلمات فرهنگ لغت جایگزین می‌کنند.  (تصحیح خودکار می‌تواند توسط کاربر غیرفعال شود.)